# Lftp

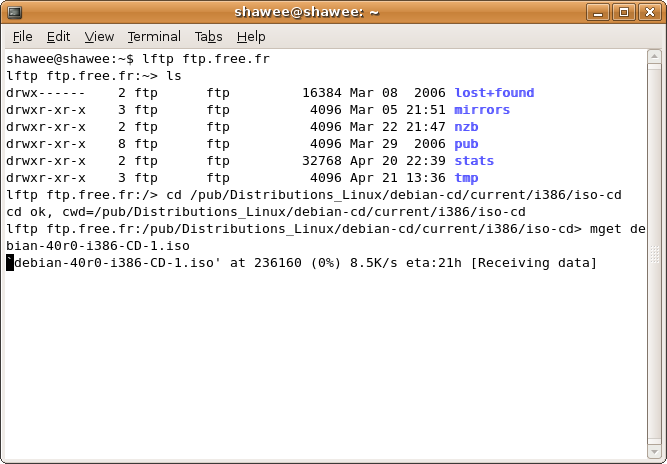

lftp 是一款类 Unix 系统下命令行界面的 FTP 客户端软件，作者是 Alexander Lukyanov ，在 GNU通用公共许可证下发布。除了 FTP 外，还支持 FTPS 、 HTTP 、 HTTPS 、 SFTP 、 FXP  等多种协议。此外， lftp 也內含一个简单的 BitTorrent 客户端。
lftp 提供了一个类似 Unix shell 的用户界面，用户可以在互动模式下运行，也可以直接使用脚本操作。
lftp 亦支持多线程下载。

## 开发历史
lftp 最初是 ftpclass package 的一部份。渐渐地，它成为一个拥有许多功能的独立软件（像是 mirror 的功能）。在 1997 年 2 月，该 package 被更名为 lftp 。
开发的最初目标是提供一个健壮的、支持断点续传的、具有平行传输 (protocol pipelining)能力的 ftp 客户端。
2.0 版本增加了 HTTP 及  IPv6 的支持。在 1999 年，支持了更多的协议。